# Hải Sơn, Quảng Ninh
Hải Sơn là xã thuộc tỉnh Quảng Ninh, Việt Nam.

## Địa giới hành chính
Xã Hải Sơn nằm ở phía tây bắc của thành phố Móng Cái.
- Phía đông giáp phường Móng Cái 3
- Phía nam giáp xã Hải Ninh.
- Phía tây giáp xã Quảng Đức
- Phía bắc giáp Trung Quốc.

## Lịch sử hành chính
Năm 1979, các xã Pò Hèn, Thán Phún, Lục Phủ (Lộc Phù) và Tràng Vinh thuộc huyện Móng Cái được sáp nhập thành thị trấn nông trường Hải Sơn.
Năm 1998, đồng thời với việc thành lập thị xã Móng Cái từ huyện Hải Ninh, xã Hải Sơn được thành lập trên cơ sở thị trấn lâm trường Hải Sơn với 14. 924,2 ha diện tích và 680 người.
Năm 2003, tách một phần diện tích và dân số của xã Hải Sơn để thành lập xã Bắc Sơn.
Năm 2025, thành lập xã Hải Sơn trên cơ sở sáp nhập toàn bộ diện tích và dân số của xã Hải Sơn và xã Bắc Sơn của thành phố Móng Cái